# Institut international des sciences spatiales
L'Institut international des sciences spatiales (ISSI pour l'anglais International Space Science Institute) est un institut d'études avancées basé à Berne, en Suisse. Les travaux de l'institut sont interdisciplinaires, axés sur l'étude du système solaire et englobent la planétologie, l'astrophysique, la cosmologie, l'astrobiologie et les sciences de la Terre. Une activité principale est l'interprétation de données expérimentales collectées par des missions de recherche spatiale. 
L'ISSI est une organisation à but non lucratif et une fondation de droit suisse. Les opérations de l'ISSI sont soutenues par des subventions de l'Agence spatiale européenne, de la Confédération suisse, du Fonds national suisse de la recherche scientifique, de l'Université de Berne et de l'Institut de recherche spatiale de l'Académie des sciences de Russie. 
Il a été créé en 1995. Le capital initial initial pour l'ISSI a été fourni par Oerlikon Space AG.
L'ISSI a ouvert une succursale à Pékin, en Chine, en 2013.